# Campo Redondo
Campo Redondo (en catalán Camp Redó) es un barrio de la ciudad de Palma de Mallorca, Baleares, España.
Se encuentra delimitado por los barrios de Son Anglada, Son Cotoner, Secar de la Real, Cas Capiscol, Buenos Aires, Plaza de Toros, Amanecer y s'Olivera.
Alcanzaba en el año 2007 la cifra de 13.077 habitantes.
Transcurre por Campo Redondo las líneas número 12, 16, 19, 20, 29 y 33 de la Empresa Municipal de Transportes de Palma de Mallorca (EMT), las cuales conectan este barrio periférico con el centro de la ciudad.